# La Neuville-d’Aumont
La Neuville-d’Aumont – miejscowość i dawna gmina we Francji, w regionie Hauts-de-France, w departamencie Oise. W 2013 roku populacja gminy wynosiła 311 mieszkańców.
W dniu 1 stycznia 2017 roku z połączenia trzech ówczesnych gmin – Le Déluge, La Neuville-d’Aumont oraz Ressons-l’Abbaye – utworzono nową gminę La Drenne. Siedzibą gminy została miejscowość Le Déluge.